# Renata Veselská
Renata Veselská je česká bioložka a bioetička, profesorka Masarykovy univerzity v Brně, která se odborně věnuje biologii nádorů. Od roku 2022 je členkou Evropské skupiny pro etiku ve vědě a nových technologiích, poradního orgánu Evropské komise.

## Odborná dráha
Titul RNDr. získala Veselská roku 1991 v oboru molekulární biologie a genetika, titul Ph.D. v roce 1994 v oboru genetika. Habilitovala se v roce 2005 v oboru molekulární biologie a genetika, v roce 2014 se stala profesorkou. Titul M.Sc. získala v roce 2008 na Mount Sinai School of Medicine v New Yorku v oboru etika výzkumu.
V současné době působí na Přírodovědecké fakultě Masarykovy univerzity na Oddělení experimentální biologie, v Ústavu lékařské etiky Lékařské fakulty Masarykovy univerzity, v Mezinárodním centru klinického výzkumu Fakultní nemocnice u svaté Anny v Brně a na oddělení pediatrické onkologie FN Brno.
Od roku 2015 je předsedkyní etické komise pro výzkum Masarykovy univerzity, od roku 2021 členkou etické komise Ministerstva zdravotnictví, od roku 2022 je členkou Evropské skupiny pro etiku ve vědě a nových technologiích. Renata Veselská je autorkou četných odborných publikací.